# Добродій
Добродій — форма ввічливого звертання в українській мові. Жіноча форма: добродійка.

## Значення
Буквально добродій значить те саме, що благодійник, — людина, яка чинить добро, творить добрі вчинки з точки зору тої чи іншої системи цінностей, тих чи інших людей, спільнот чи людства в цілому.

## Використання
Використовується переважно на адресу дорослих чоловіків з привілейованих верств суспільства, або незнайомих людей, якщо без зазначення прізвища. Також можливе іронічне використання з протилежним значенням (в сенсі лиходій).
Приклади застосування
- Високоповажний Добродію, ось посилаю обіцяні вірші (Леся Українка, V, 1956, 423);
- Що ви хотіли, добродію Діденко? (Андрій Головко, II, 1957, 522).